# Ashkum
Ashkum es una villa ubicada en el condado de Iroquois en el estado estadounidense de Illinois. En el Censo de 2020 tenía una población de 751 habitantes y una densidad poblacional de 347 personas por km².

## Geografía
Ashkum se encuentra ubicada en las coordenadas 40°52′42″N 87°57′11″O / 40.87833, -87.95306. Según la Oficina del Censo de los Estados Unidos, Ashkum tiene una superficie total de 2.08 km², de la cual 2.08 km² corresponden a tierra firme y (0%) 0 km² es agua.

## Demografía
Según el censo de 2010, había 761 personas residiendo en Ashkum. La densidad de población era de 365 hab./km². De los 761 habitantes, Ashkum estaba compuesto por el 98.82% blancos, el 0.26% eran afroamericanos, el 0% eran amerindios, el 0.13% eran asiáticos, el 0% eran isleños del Pacífico, el 0% eran de otras razas y el 0.79% pertenecían a dos o más razas. Del total de la población el 1.45% eran hispanos o latinos de cualquier raza.